# Silvio Palmieri
Pour les articles homonymes, voir Palmieri.
Silvio Palmieri, né à LaSalle sur l'île de Montréal le 10 novembre 1957 et mort à Montréal le 22 octobre 2018, est un compositeur québécois.

## Biographie
Silvio Palmieri reçoit sa formation musicale au Conservatoire de musique du Québec dans la classe de composition et d'analyse de Gilles Tremblay. Il étudie le contrepoint et d'orchestration avec Clermont Pépin, l'électroacoustique avec Micheline Coulombe Saint-Marcoux et Yves Daoust, l'harmonie avec Madeleine Martin et la direction chorale avec Marcel Laurencelle. Il participe à plusieurs ateliers de composition, dont le Composer's Workshop de l'ensemble Arraymusic de Toronto et les ateliers-concerts de l'Ensemble Contemporain de Montréal.
Ses compositions comptent notamment L’Enfant-phare - Symphonie portuaire (1999), une commande de la Société Radio-Canada, pour sirènes de bateaux, sifflets de trains et le carillon de la Basilique Notre-Dame de Montréal, un opéra, Elia (2004), une commande de l'ECM et de l’Atelier lyrique de l’Opéra de Montréal, qui est finaliste au prestigieux prix de composition 2005 de la Fondation Prince Pierre de Monaco, et Come in un film di... : Quatuor à cordes no 1 (2008), une commande du Quatuor Molinari.
Il signe également les musiques de film pour le vidéo Les années Jules-Félix de Josette Bélanger, la musique de scène d'Hamlet, mis en scène par Marc Béland au Théâtre du Nouveau Monde, plusieurs préludes pour piano et des œuvres électroacoustiques, dont Dada Musik, une grande fresque électroacoustique conçue dans le cadre de l'émission Le Navire Night de Radio-Canada, et réalisée en collaboration avec le compositeur Marc Hyland.
Ses œuvres sont interprétées par de nombreux ensembles et musiciens de musique contemporaine au Québec et à l'étranger, notamment la soprano Natalie Choquette, les pianistes Louise Bessette, André Ristic et Philippe Prud'homme, le tromboniste Alain Trudel, les chefs d'orchestre Lorraine Vaillancourt et Véronique Lacroix, le Quatuor Molinari, le Quatuor Claudel, la Société de musique contemporaine du Québec, l'Ensemble contemporain de Montréal, l’Atelier lyrique de l’Opéra de Montréal, l’Ensemble Baroque de Montréal, l'Ensemble d'ondes de Montréal, l'ensemble Arraymusic de Toronto et le Vox Novus de New York.
Le 25 février 2021, à l'occasion de sa 10e édition, le Festival Montréal/Nouvelles Musiques offre le concert Poesiole  en hommage à Silvio Palmieri dont la création du Prélude IV (L'ultimo agone).
Le compositeur, sensible à la littérature et aux arts visuels, tente de les imbriquer à la composition musicale. Ce souci de mettre en rapport les arts se concrétise lors d'expositions d'œuvres multidisciplinaires dans les galeries d'art de Montréal. Critique musical et organisateur de concerts, il se prête également à l'enseignement.

## Compositions
- Ahi che non pur risponde, pour quatuor à cordes et piano (1985)
- Erratum Musical (music for non-thinkers), pour soprano colorature et ensemble de chambre (1991)
- Récit écourté, pour quintette (1992)
- À bruit secret, pour ondes martenot (1994)
- Vers ce silence, pour ensemble de chambre (1995)
- Une énigmatique éclaircie, pour flûte (1996)
- Prélude V, Mistero, pour piano (1997)
- Poesiole Notturne I-II-III, pour soprano et orchestre (1997)
- Dada-Musik, pour bande (1998)
- Prélude VI, Alba - VII, Splendore - VII, Il Giorno Della Mia Morte, pour piano (1998)
- Florilèges, pour ensemble de flûtes (1999)
- L’Enfant-phare - Symphonie portuaire, pour sirènes de bateaux, sifflets de train et le carillon de la Basilique Notre-Dame de Montréal, (1999)
- Versetti, trio pour soprano, clarinette et piano (2003)
- Versetto, concerto pour violon et orchestre à cordes (2003)
- Elia, opéra en un acte  (2004)
- Number 59, pour bande Vox Novus (2004)
- Come in un film di... : Quatuor à cordes no 1 (2007)
- Prélude X : Colpito dal sole, pour piano (2009)
- Prélude XI : Elevazione (Disperate vibrazioni raschiano il silenzio) pour piano (2010)
- Musique de scène pour Hamlet de William Shakespeare (mise en scène de Marc Béland-TNM) (2011)
- Suite pasolinienne, pour piano (1997)